# Campsurus jorgenseni
Campsurus jorgenseni is een haft uit de familie Polymitarcyidae. De wetenschappelijke naam van de soort is voor het eerst geldig gepubliceerd in 1912 door Esben-Petersen.
De soort komt voor in het Neotropisch gebied.